# Cai Yong
Cai Yong (en chino tradicional, 蔡邕; pinyin, Cài Yōng; Wade-Giles, Ts'ai Yung; 132-192) fue un escritor y músico chino de la dinastía Han, de nombre de cortesía Bojie (伯喈) padre de  Cai Wenji.

## Biografía
Cai Yan nació en Chenliu (陳留, hoy en Henan), cuidaba de su madre y cuando su padre Cai Leng falleció, se fue a vivir con su tío Cai Zhi. Tras la muerte de su madre le ornó una hermosa tumba, más tarde estudió matemáticas, astronomía y otras ciencias con Hu Guang (胡廣), uno de los más altos oficiales en la corte Han.  

### Servicio al emperador Ling
Al principio de los años 160, el mayor de los eunucos lo recomendó para la corte del Emperador Huan por sus habilidades como músico con los tambores y el guqin. De camino a la capital, Cai Yong fingió estar enfermo para regresar a casa y estudiar retirado, diez años más tarde en los 170, Cai Yong regresó para servir como administrativo de Qiao Xuan, quien admiraba su trabajo y pronto fue nombrado magistrado del condado y más tarde consultor en la capital en la biblioteca. En 175, por miedo a que se alteraran los escritos de Confucio, Cai Yong y un grupo de eruditos, solicitaron gravar los Cinco Clásicos en piedra. 
A lo largo de su carrera política, abogaba por restaurar prácticas ceremoniales, consiguió que el emperador participara en el ritual invernal de 177, y con frecuencia criticaba la influencia política de los eunucos, pero en esto le hacían mucho caso. Los eunucos llegaron a acursarlos a él y a su tío Cai Zhi de extorsión y consiguieron que los encarcelaran y condenaran a muerte, más tarde se revocó esta sentencia y fueron condenados a un exilio en las fronteras del norte. Nueve meses después, informó al trono de que su trabajo en la historia dinástica y los clásicos corría el peligro de que lo asaltaran enemigos y se le permitió volver a la capital. Sin embargo, ofendió al hermano de un eunuco influyente durante un banquete de despedida antes de su regreso y tuvo que huir al sur, donde permaneció doce años. 

### Servicio con Dong Zhuo
Cuando Dong Zhuo llegó al poder en 189, le pidió que volviera a la capital. De entrada reacio Cai Yong acabó aceptando cuando Dong Zhuo lo amenazó con eliminar clanes enteros. Con Dong Zhuo, Cai Yong fue General Doméstico y se hizo cargo de los rituales del nuevo gobierno de Dong Zhuo. A pesar de la admiración de Dong Zhuo por Cai Yong como erudito y músico, Cai Yong se hartaba del temperamento de Dong Zhuo y una vez se planteó abandonar la capital, pero lo disuadieron al decirle que era muy conocido para escapar.  
En 192, cuando asesinaron a Dong Zhuo durante una conspiración de Wang Yun, Cai Yong fue encarcelado y condenado a muerte por mostrar presuntamente pena con la muerte de Dong Zhuo. Cai Yong y otros oficiales gubernamentales suplicaron a Wang Yun poder terminar su obra con la Historia de los Han, pero Wang Yun se lo denegó diciendo:

"En la antigüedad, el Emperador Wu fracasó en matar a Sima Qian y le permitió escribir un libro para calumniar lo que había acaecido en tiempos anteriores. Sobre todo ahora que las fortunas del Emperador caen y hay caballos de guerra en la periferia, no podemos permitir que un pérfido ministro siga con sus escritos entre los atentados contra un joven emperador. No es ventaja para la sabia virtud del mandatario y provocará que nuestro partido sufra desdén y abuso."

Se dice que Wang Yun al final lamentó esta decisión, pero Cai Yong ya había muerto en la cárcel. Tras su muerte, se realizaron muchos cuadros y odas en su honor en su tierra natal.

## Obra
Gran parte de su obra se perdió, pero se cree que se la confió a su protegido Wang Can, y que parte de ella se encuentra en el Libro de Han Posterior.

## Familia
- Abuelo: Cai Xi (蔡攜)
- Padre: Cai Leng (蔡棱)
- Tío: Cai Zhi (蔡質)
- 3 Hijos:
  - Cai Wenji
  - Hija casada con Yang Dao (羊衜)
  - Hijo de nombre desconocido
- Nietos:
  - Cai Xi (蔡襲), nieto
  - Yang Huiyu, nieta
  - Yang Hu, nieto